# 1960年緬甸國會選舉
缅甸在1960年2月6日舉行國會選舉，旨在產生一個新政府，取代於1958年10月成立，由奈温將軍執掌的臨時政府。臨時政府一方面穩定了國家的局勢，改善國內的基礎設施，獲得一定的聲望，但也壓制部分公民自由。
執政的反法西斯人民自由同盟於1958年分裂為兩個政黨，廉洁派以吴努為首，鞏固派則由覺迎、巴瑞領導，兩派都有參加選舉。也有學者認為兩黨的政策分歧不大，而這次選舉更像是人民對臨時政府的信任投票。結果廉洁派贏得聯邦國會代表院（眾議院）123席中的73席，勝出選舉。
這場選舉為中东、南亚地區開了軍政府資源還政於民，舉行自由選舉的先例。然而，吳努卻在勝選後兩年於1962年3月2日被奈溫藉由政變推翻。

## 競選活動
1958年6月，反法西斯人民自由同盟（自由同盟）分裂為兩個政黨，一個是以吴努為首的廉潔的反法西斯人民自由同盟（廉洁派），另一個是以吳覺迎、吳巴瑞為首的鞏固的反法西斯人民自由同盟（鞏固派）。自由同盟分裂後，吴努一度要靠共產主義者來維持在國會中的多數地位。
先後組成的廉洁派和鞏固派在意識形態上差異不大，政綱也很接近（特別是對中立政策這方面）。然而鞏固派支持工業化，而廉潔派則較常提及農業建設。鞏固派給人的印象是他們曾經是軍方屬意的對象，發覺軍方並不像起初那麼受歡迎之後，卻開始疏遠軍方；他們認為自己象徵穩定。同時，廉潔派警告說要提防「法西斯獨裁政體的危險」，並批評當時的政治領袖「沉溺酒色。」信奉共產主義的民族團結陣線受到看守軍政府的嚴重壓制，而不在兩大政黨之列。
在競選活動中，廉潔派選擇以黃色為代表色，因為這是僧服的顏色；鞏固派選擇以紅色為代表色，而民族團結陣線則選擇以藍色為代表色。
只有印刷傳媒報導選舉消息，他們對選舉新聞的報導很是活躍。另一方面，在自由同盟分裂之前便沒有報導過反對派活動的國營電台緬甸廣播電台卻大大忽略了選舉消息。

## 選舉流程
合資格在這次選舉中投票的緬甸選民大約有1000萬人。軍方在投票當日大致上迴避了選舉的程序，不過國內還有一些軍人負責守護部分選舉票箱。廉潔派候選人的票箱上張貼了吳努的照片，不過鞏固派和其他小黨卻因此指責廉潔派要令選民混淆，令他們覺得他們投選的人選就是吳努自己。投票在當地時間下午6時結束；為了得知選舉結果，大約2萬名群眾便來到宣布選舉結果的地點——首都仰光的苏雷金塔，並在此聚集。

## 選舉結果
本次選舉投票率為66%，是當時緬甸歷來投票率最高的一次選舉。廉潔派贏得首都全部八個代表院議席，當中包括他們準備拱手相讓的一席，而鞏固派則在鄉村地區獲得了一定的支持。吳努在評論廉潔派勝選的時候說：「我想這是因為人民喜欢我们。」

### 代表院
| 政團                                                   | 得票       | %    | 席位 | +/−    |
| ------------------------------------------------------ | ---------- | ---- | ---- | ------ |
| 廉潔的反法西斯人民自由同盟（廉潔派）                   | 3,153,934  | 57.2 | 158  | 新政黨 |
| 鞏固的反法西斯人民自由同盟（鞏固派）                   | 1,694,052  | 30.7 | 41   | 新政黨 |
| 民族团结阵线                                           | 262,199    | 4.8  | 3    | –45    |
| 亚拉干民族团结组织                                     | 160,783    | 7.3  | 6    | 0      |
| 聯合山地人民大會                                       | 160,783    | 7.3  | 6    | –8     |
| 克欽族国民大会                                         | 160,783    | 7.3  | 3    | +1     |
| 孟族民族陣線                                           | 160,783    | 7.3  | 3    | 新政黨 |
| 人民教育及文化建設協會                                 | 160,783    | 7.3  | 2    | –2     |
| 欽族民族組織                                           | 160,783    | 7.3  | 1    | 新政黨 |
| 克耶族民族團結聯盟                                     | 160,783    | 7.3  | 1    | 新政黨 |
| 克耶族民主聯盟                                         | 160,783    | 7.3  | 1    | 新政黨 |
| 全民族主義聯盟                                         | 160,783    | 7.3  | 0    | 新政黨 |
| 全掸协会                                               | 160,783    | 7.3  | 0    | –4     |
| 佛教民主黨                                             | 160,783    | 7.3  | 0    | 新政黨 |
| 緬甸民主黨                                             | 160,783    | 7.3  | 0    | 0      |
| 緬甸國民黨                                             | 160,783    | 7.3  | 0    | –1     |
| 獨立人士                                               | 160,783    | 7.3  | 16   | ▲3     |
| 懸空                                                   | –          | –    | 13   | –      |
| 總計                                                   | 5,513,895  | 100  | 250  | 0      |
| 登記選民、投票率                                       | 10,000,000 | 66.0 | –    | –      |
| 來源：Butwell（1960）、Nohlen, Grotz & Hartmann (2001) |            |      |      |        |

### 民族院
| 政團                                  | 得票 | % | 席位 |
| ------------------------------------- | ---- | - | ---- |
| 廉潔的反法西斯人民自由同盟（廉潔派）  |      |   | 53   |
| 鞏固的反法西斯人民自由同盟（鞏固派）  |      |   | 29   |
| 小黨                                  |      |   | 43   |
| 總計                                  |      |   | 125  |
| 來源：Nohlen, Grotz & Hartmann (2001) |      |   |      |